# Hammerbach (Schleifbach)
Der Hammerbach entspringt nördlich von Tornau (Sachsen-Anhalt) und ist ein rechter Zufluss in den Schleifbach. Er durchfließt die Gemarkung Tornau und Bad Düben, wo er als rechter Zufluss in den Schleifbach mündet. Der Hammerbach hat eine Länge von 9 km und entwässert knapp 29 km².